# قزازة (مهنة)
القِزازة أو إنتاج الحرير من دودة القز أو قزاز هو تربية دود القز بهدف إنتاج الحرير الخام.
وعلى الرغم من وجود العديد من الأنواع التجارية لدود الحرير، فإن دودة القز (الاسم العلمي: Bombyx mori) تعد النوع الأكثر استخدامًا على نطاق واسع كما أنه يُدرس بكثافة. وفقًا للنصوص الكونفوشيوسية، فإن اكتشاف إنتاج الحرير بواسطة بي موري (B. mori) يعود تقريبًا إلى عام 2700 قبل الميلاد، على الرغم من أن السجلات الأثرية تشير إلى أن زراعة الحرير تعود إلى فترة اليانغشاو المبكرة في الفترة من (5000 - 3000 قبل الميلاد). وفي حوالي النصف الأول من القرن الأول الميلادي، وصل إنتاج الحرير إلى كوتان القديمة، وبحلول عام 140 ميلاديًا كان قد تم تأسيس هذا النشاط في الهند. وفي وقت لاحق، تم تقديم هذا النشاط إلى أوروبا ودول البحر الأبيض المتوسط ودول أسيوية أخرى. وقد أصبح إنتاج الحرير واحدًا من أهم الصناعات الحرفية المنزلية في عدد من الدول مثل الصين واليابان والهند وكوريا والبرازيل وروسيا وإيطاليا وفرنسا. واليوم، تعد الصين والهند هما المنتجتان الرئيسيتان للحرير، فإنتاجهما معًا يمثل أكثر من 60% من الإنتاج العالمي السنوي.

## الإنتاج
يرقات دود القز يتم تغذيتها بواسطة أوراق التوت البري وبعد حدوث الانسلاخ الرابع، تتسلق اليرقات غصن شجرة يكون قد تم وضعه بالقرب منها وتقوم بغزل شرنقة حريرية. تتم هذه العملية بواسطة الدودة نفسها عن طريق إفراز سائل كثيف من غددها الهيكيلة، والذي ينتج عنه تكوين ألياف الشرنقة. الحرير هو عبارة عن مجموعتين من شعيرات متصلة من الألياف التي تتكون من مادة الفبرويين البروتينية، يتم إفرازها من اثنتين من الغدد اللعابية الموجودة في رأس اليرقة، وصمغ يسمى صمغ السيريسين أو صمغ الحرير، والذي يلصق الخيطين معًا بقوة.
يتم إزالة صمغ السيريسين عن طريق وضع الشرنقة في مياه ساخنة، مما يحرر خيوط الحرير ويجعلها جاهزة للغزل. ومن شأن هذا الفعل أيضًا أن يقتل شرانق دود القز. وهذا يُعرف بعملية إزالة الصمغ.
ويتم دمج الخيوط الفردية لتكوين خيوط الترابط. ويوضع هذا الخيط تحت شدادة من خلال عدة أدوات توجيهية ويتم لفه على بكرات الخيط. ويمكن أن يتم وصل هذه الخيوط معًا لتكوين خيوط الغزل. وبعد التجفيف، يتم تعبئة الحرير الخام حسب الجودة.

### مراحل الإنتاج

#### أهداف التربية
تهدف تربية دودة الحرير إلي إنتاج الشرانق والتي بدورها تستخدم لإنتاج الحرير الخام الهدف الثاني تستخدم لإنتاج البيض في هذه الحالة يتم تربية عدد من السلالات المختلفة من دودة الحرير بعد ذلك يتم التهجين لإنتاج هجين دودة الحرير

#### تحديد عدد علب البيض
تحتاج علبة البيض التي تزن 12 جرام (20000 إلي 24000 بيضة) إلي 20 - 24 متر مربع وكذلك تحتاج إلي 550 - 600 كيلو جرام من أوراق التوت وتتوفر تلك الكمية في عدد 6 - 8 شجرات من التوت عمرها أكبر من 10 سنوات وتكون تلك الأشجار مزروعة علي ضفاف الترع وجوانب الطرق وفي حالة زراعة الحقول فيجب تحديد متوسط إنتاج الشجرة من أوراق التوت وبالتالي يتم التعرف علي كمية الأوراق التي ينتجها الحقل تختلف على حسب عمر الحقل ونوع التربة والعناية بالنباتات والتسميد والري.

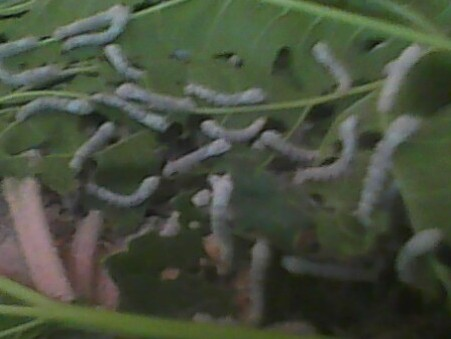
المرحلة الثالثة من دودة القز
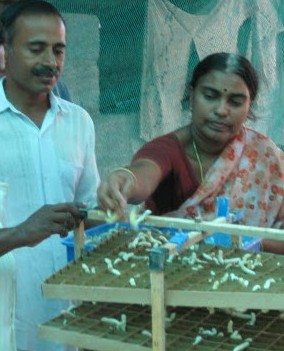
دود القز إلى الماكينات الدوارة الحديثة
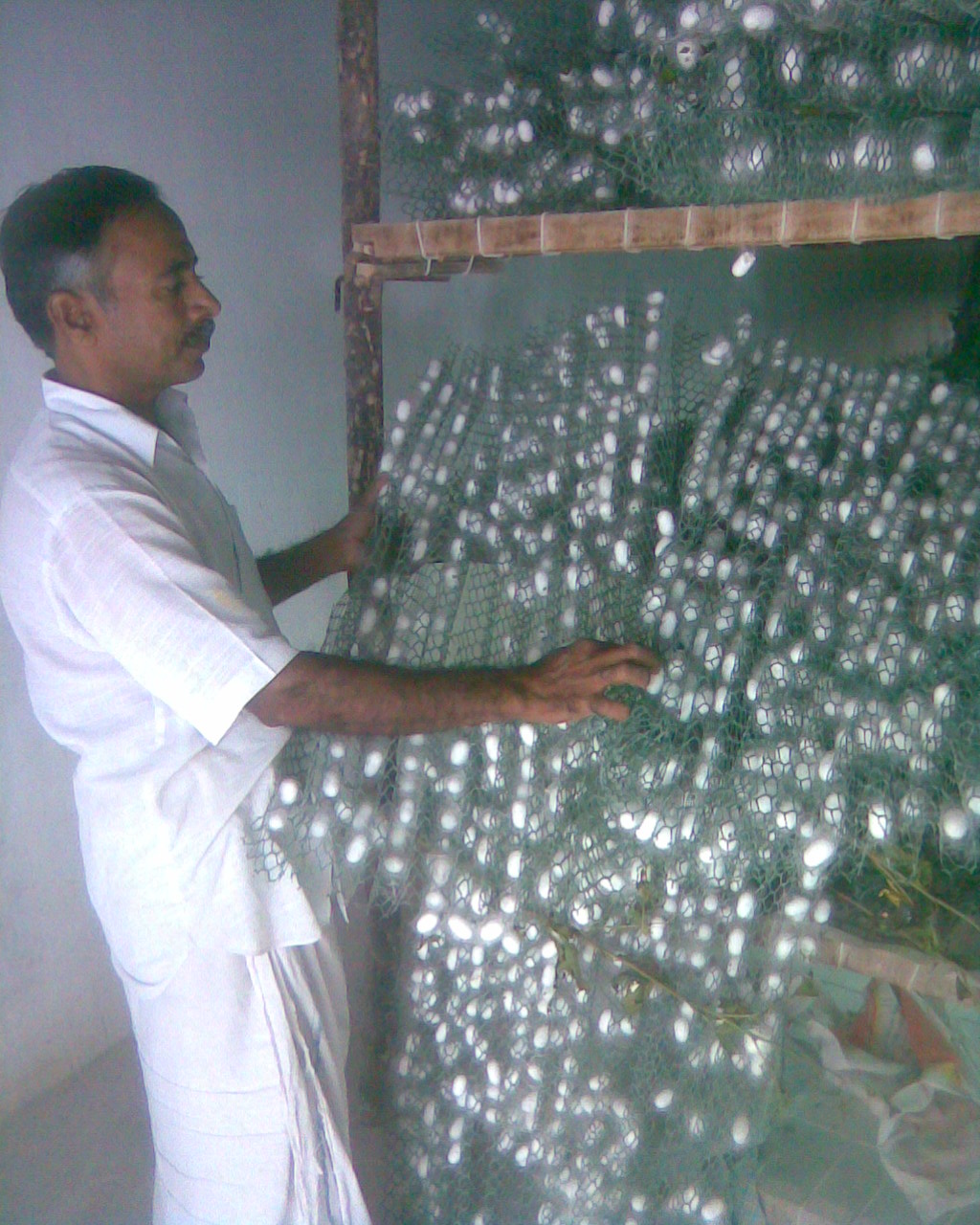
الشرنقة الحرير في الماكينات

## وصلات خارجية
- معهد سيمثونيان لتاريخ إنتاج الحرير
- المجلس المركزي للحرير بالهند
- عملية إنتاج الحرير
- معهد أبحاث وتدريب إنتاج الحرير في ميسور - الهند
- مركز إنتاج الحرير ومصادر المادة الوراثية - وزارة المنسوجات - حكومة الهند
- بوابة تطوير إنتاج الحرير بالهند
- أسعار الشرانق في السوق الحكومية للشرانق بالهند - ولاية أندرا براديش وكارناتاكا
- أسعار الشرانق في السوق الحكومية للشرانق بالهند - ولاية كارناتاكا
- أسعار الشرانق في السوق الحكومية للشرانق بالهند - ولاية تاميلنادو
- صور لدورة حياة دودة القز
- حياة ووفاة مزارعي الحرير
- تربية دود القز في فصلك الدراسي، شاملة الصور